# Laurent Ngon Baba
Laurent Ngon Baba ou El Hadj Moussa Laurent Ngon Baba, né le 11 janvier 1957 à Koundé (Oubangui-Chari), est un homme politique centrafricain musulman, cadre de l’administration des eaux et forêts.
De 2018 à 2021, il est président de l’Assemblée nationale centrafricaine.

## Formation
Après des études primaires et secondaires à Béloko (Nana-Mambéré), il obtient le brevet d’étude du premier cycle (BEPC) et  le baccalauréat A4 au Lycée de Bouar. Ses études supérieures débutent à la faculté de droit de l’Université de Bangui où il  est licencié en droit privé en 1983. Il poursuit ses études en France en 1984, inscrit en droit social à l’Université Jean Moulin Lyon, il obtient un diplôme d’étude approfondie en droit de l’environnement à l’Université Jean-Moulin-Lyon-III en 1985.

## Carrière politique
Cadre des Eaux et Forêts, il entre en politique en 1996 comme conseiller en environnement du président Ange-Félix Patassé. Ce dernier, le nomme en 2001,  ministre de la Fonction publique du Gouvernement Ziguélé I. Il occupe plusieurs postes dans les gouvernements centrafricains sous la présidence de François Bozizé : ministre délégué aux affaires étrangères de 2005 à 2006, puis ministre Chargé du secrétariat général du gouvernement Touadéra I (2006-2009),  et enfin ministre de la Justice Garde des sceaux du Gouvernement Touadéra II (2009-2011).
Élu du Parti d’Action pour le Développement (PAD) de la circonscription de Baboua lors des élections législatives de mai 2011, il entre au bureau de l’Assemblée nationale comme premier vice-président. 
Il retrouve son siège de député de Baboua lors des élections législatives de 2016, il succède à Karim Meckassoua à la présidence de l’Assemblée nationale en octobre 2018.